# Prinsen og tiggerdrengen
Prinsen og Tiggerdrengen er den danske titel på Mark Twains roman The Prince and the Pauper, der blev udgivet i 1881 i Canada og i 1882 i USA. 

## Handling
Romanen handler om drengen Tom Canty, der lever i Londons fattigste kvarterer på Henrik den 8.s tid.
Uden at vide det ligner Tom kongens søn Edvard, som den ene dråbe vand ligner den anden, og en dag, da Tom står og ser ind af slottets gitterlåger, kommer Edvard tilfældigvis forbi. Edvard forhindrer, at Tom får tæv af en vagt, og inviterer den lasede dreng indenfor. Da drengene opdager, hvor meget de ligner hinanden, bytter de tøj. Edvard opdager, at Tom bløder, og bliver grebet af raseri. Han farer ud for at skælde vagten ud. Men vagten ser kun en dreng i laser, og smider han ud af slottet.
Tilbage i prinsens gemak står Tom, iført prinsens tøj. Da folk dukker op, falder han på knæ og beder om nåde. Men ingen tror på, at han er en tiggerdreng, der hedder Tom. De tror han er Edvard, der er blevet gal.
Samtidig går Edvard ind til selve London, hvor han bliver indfanget af Toms far, der vil tvinge drengen til at tigge for sig. Og mens Tom lærer at begå sig i de øverste lag i samfundet, må Edvard kæmpe for at overleve, og oplever hvad det vil sige at leve under ekstrem fattigdom, mens han forsøger at komme tilbage til sin retmæssige plads.